# Абдельазиз, Мухаммед
Муха́ммед А̀бдельази́з (на русском языке фамилия политического деятеля произносится с твердым -дэ- [ А̀ б д э л ь / а з и́ з ], араб. محمد عبد العزيز‎, 17 августа 1947, Марракеш,  Французское Марокко — 31 мая 2016) — генеральный секретарь Фронта Полисарио и президент частично признанной Сахарской Арабской Демократической Республики с 30 августа 1976 года до конца жизни.

## Биография
Родился в марокканской семье бедуинов, члены которой принадлежат к арабоговорящей племенной группе реджибат. Его отец — участник войны Ифни против испанцев, военнослужащий королевской армии Марокко до 1976 года. Он выступал за пребывание Западной Сахары в составе Марокко, был членом Королевского консультативного совета по делам Сахары и, таким образом, являлся политическим противником своего сына.
Высшее образование получил в Университете Мохаммеда V в Рабате. С 1960-х годов — участник новообразованных левых движений королевства.
В 1973 году совместно с рядом «левых» марокканцев основал Фронт Полисарио, выступивший за независимость Западной Сахары, на тот момент испанской колонии, от Испании, а также против её включения в состав Марокко. В 1976 году после гибели первого генерального секретаря партии сахарави Мустафы Сайеда Эль-Уали избран его преемником. Участвовал в разработке первой конституции Сахарской Арабской Демократической Республики. Под его руководством Полисарио отказался от социалистической ориентации и стал ориентироваться на либерально-демократические ценности, в том числе, многопартийную демократию и рыночную экономику.
С августа 1976 года являлся президентом непризнанной Сахарской Арабской Демократической Республики.
Руководил партизанской войной против марокканских войск, жил в изгнании в лагере беженцев в провинции Тиндуф на юго-западе Алжира. Марокканцами рассматривался как протеже алжирского руководства и предатель. Стремился заручиться поддержкой западных государств, прежде всего, США и ЕС. В своих выступлениях осуждал исламский терроризм, настаивал на том, что партизанская война не должна быть направлена против гражданских лиц и их имущества.
После признания в 1982 году Западной Сахары Организацией африканского единства (ОАЕ) и выходу из неё Марокко в 1985 году был избран вице-президентом ОАЕ, после переименования организации в 2001 году в Африканский союз сохранил свой пост. В декабре 2005 года был награждён «Международной премией по правам человека» Ассоциации прав человека Испании.
По политическим взглядам считался светским националистом. Поддержал План Бейкера, предложенный по линии ООН в 2003 году. Под его руководством Полисарио отказался от своей прежней ориентации на арабский социализм в пользу либерально-демократических ценностей. Это выразилось в приверженности многопартийной системе и рыночной экономике. На своё обращение за поддержкой к Соединённым Штатам и Европейскому союзу адекватного положительного ответа не получил. В марте 2016 года Генеральный секретарь ООН Пан Ги Мун посетил лагеря беженцев, созданные Фронтом Полисарио, и встретился с Абдельазизом.
Внутри Полисарио политика критиковали за предотвращение им реформ в движении и переход на дипломатический курс вместо возобновления вооружённой борьбы.